# Mikael de Jesus
Mikael Antonio de Jesus (né le 19 août 1997 à Campo Mourão au Paraná) est un athlète brésilien, spécialiste du 400 m haies.
Il termine 4e des Jeux olympiques de la jeunesse à Nankin en 2014. Il remporte le titre des Championnats Sud-américains juniors en 2015.
Le 15 mai 2016, il porte son record, également record d'Amérique du Sud junior, à 49 s 62 dans le stade Nilton-Santos pour remporter la médaille d'argent des Championnats ibéro-américains.